# Alegeri legislative în Țările de Jos, 1933
Alegerile legislative au avut loc la 26 aprilie 1933 pentru determinarea componenței Camerei Reprezentanților a Parlamentului Olandei.                                                                            

## Rezultate
| Partid                                     | %    | Locuri |
| ------------------------------------------ | ---- | ------ |
| Partidul Romano-Catolic                    | 27.9 | 28     |
| Partidul Social Democratic al Muncitorilor | 21.5 | 22     |
| Partidul Antirevoluționar                  | 13.4 | 14     |
| Uniunea Creștino-Istorică                  | 9.1  | 10     |
| Partidul de Stat Liberal                   | 7.0  | 7      |
| Liga Democratică Ateistă                   | 5.1  | 6      |
| Partidul Comunist al Olandei               | 3.2  | 4      |
| Partidul Politic de Reformă                | 2.5  | 3      |
| Partidul Socialist Revoluționar            | 1.3  | 1      |
| Liga Muncitorilor                          | 1.0  | 1      |
| Partidul Romano-Catolic al Poporului       | 1.1  | 1      |
| Uniunea Creștino-Democratică               | 1.0  | 1      |
| Partidul Statal de Reformă HGS             | 0.9  | 1      |
| Alianța Națională de Reconstrucție         | 0.8  | 1      |
| Total                                      | -    | 100    |

## Partidele politice
- Partidul Antirevoluționar
- Liga Agrară
- Partidul Central la nivel de Țară și Oraș
- Uniunea Creștino-Democratică
- Uniunea Creștino-Istorică
- Partidul Comunist al Olandei
- Liga pentru Recuperare Națională
- Partidul Liberal Statal, continuarea Ligii Libertății
- Liga Democratică Ateistă
- Partidul Politic de Reformă
- Partidul Statal de Reformă HGS
- Partidul Socialist Revoluționar
- Partidul Romano-Catolic al Poporului
- Partidul Romano-Catolic Statal
- Partidul Social Democrat al Muncitorilor